# Hyrkanien

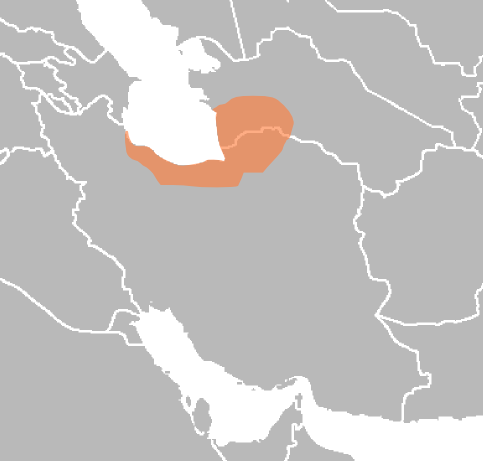
Hyrkaniens läge

Hyrkanien (fornbaktriska Vehrkana, "Varglandet") var ett forntida landskap i Asien, omfattade sydöstra kusten av Kaspiska havet, som därför kallades Hyrkaniska havet. Landet beskrevs som skogbetäckt och rikt på villebråd samt blott vid kusten fruktbart. Det beboddes av tapurerna, amarderna, gelerna och kadusierna. Tapl, Zodrakarta och Hyrkania omtalas som städer. Omkring 800 f.Kr. erövrades Hyrkanien av assyrierna, varefter det hörde till persiska riket och utgjorde en del av provinsen Medien.
Det historiska Hyrkanien omfattar de nuvarande nordiranska provinserna Mazandaran, Gilan och Gorgan, samt delar av nuvarande Turkmenistan.
Verk/verg på olika mazenderaniska och gilakiska dialekter betyder "varg", och således betyder Vehrkana "vargarnas land".